# Піст Ґедалії
Піст Ґедалії також Піст Гедальї (івр. צוֹם גְּדַלְיָהוּ, Цом Ґдаліягу) — день жалоби і посту в юдаїзмі, що відзначається 3-го числа місяця Тішрей, на наступний день після Рош га-Шана (дводенне свято початку Нового року, Судний день). Піст триває від сходу сонця до появи перших зірок, в цей час нічого не їдять і не п'ють. Якщо Рош га-Шана припадає на четвер чи п'ятницю, піст переноситься на неділю, оскільки в суботу постять лише в Йом Кіпур (День всепрощення).

## Історія
Піст був встановлений в пам'ять про вбивство Ґедалії бен Ахікама, останнього намісника Юдеї, призначеного вавилонянами після руйнування Першого Храму. Ґедалія був дуже гідним і шанованим чоловіком у громаді, і його уряд був корисним. Вавилоняни не були зацікавлені в повному розоренні своєї нової провінції, тому єврейська громада почала активно відроджуватися, зростало її процвітання. Розвивалися землеробство і виноградарство. Піднесенню сприяли мир і безпека, які підтримувалися, в тому числі, силами вавилонського військового гарнізону. Сам Ґедалія закликав до вірності вавилонянам, і в той час цей компроміс був меншим злом. Ґедалія користувався підтримкою пророка Йерміягу (Єремії). Загибель Ґедалії разом з групою прихильників і безліччю солдатів гарнізону від рук радикальних змовників на чолі з Ішмаелем бен Нетанією і подальші заворушення призвели до остаточної ліквідації єврейської державності в Землі Ізраїлю і низці катастроф. Ґедалія був попереджений про цю змову, але відхилив пропозицію своїх сподвижників таємно вбити своїх ворогів. Сам він був убитий під час різанини на святковому застіллі на другий день Рош га-Шана (2-е Тішрея), але постити в свято заборонено, тому прийнято починати піст після свята.
Згадується в Зах 8:19 як „піст сьомого (місяця)“.

## Дати
- у 2024 році — 6 жовтня (4 тішрей).
- у 2023 році — 18 вересня (3 тішрей).
- у 2022 році — 28 вересня (3 тішрея).
- 2021 — Thursday, September 9.
- у 2020 році — 21 вересня (3 тішрей).
- у 2019 році — 2 жовтня (4 тішрей).
- у 2017 році — 24 вересня (4 тішрей).
- у 2013 році — 8 вересня (4 тішрей).

## Урочисті події
Посту дотримуються від світанку до заходу сонця. Як і в звичайні дні посту, хаззан включає молитву Анейну в повторення Аміди під час Шахаріт та Мінхи як окрему Браху (благословення) між молитвами про спокуту і зцілення, а в приватному читанні Мінха Аміда вона читається як доповнення до Шма Колейну (загальне прийняття молитви). Читається молитва Авіну Малкейну, і як це відбувається під час Десяти днів покаяння, доповнення стосуються нового року. З ковчега береться сувій Тори, і читаються уривки з розділу Кі Тіса (Вихід 32:11-14 і 34:1-10). Те ж саме читання Тори додається в Мінху, а в ашкеназьких громадах — читання Гафтари.
Оскільки піст припадає на дні Покаяння, молитва Сліхот читається перед початком Шахаріту і включає також додатковий абзац, що стосується посту Гедалії. В ашкеназькому обряді під час повторення Аміди не читається Сліхот, але деякі сефардські громади також читають додаткові прохання в цей час.
В іспанському та португальському обряді молитви читаються з Книги молитов для днів посту. До молитов є довгі доповнення, яких немає в щоденному та суботньому сідурі, і які є специфічними для цього дня, а також молитви, які є загальними для всіх днів посту, за винятком Йом Кіпура.